# Lionel d'Anvers
Lionel d'Anvers (anglès: Lionel of Antwerp, 1st Duke of Clarence)  (Anvers, 29 de novembre de 1338 - Alba, 17 d'octubre de 1368) Duc de Clarence, va ser el tercer fill (però el segon a sobre viure la infantesa) d'Eduard III d'Anglaterra i de Felipa d'Hainaut.
Nascut a la ciutat belga d'Anvers, va ser promés a Elisabet de Burgh, filla i herava del comte d'Ulster, i s'hi casà el 1353. Abans del matrimoni ja havia entrat en possessió de les terres de la seva esposa i era anomenat Comte d'Ulster.
Tot i que actuà com a regent a Anglaterra el 1345 i el 1346, i acompanyà el seu pare en una expedició a França el 1355, la seva ocupació principal va ser el govern d'Irlanda. Amb el càrrec de governador, desembarcà a Dublín el 1361 i el novembre del mateix any va ser nomenat Duc de Clarence. La seva feina intentant d'assegurar una autoritat efectiva sobre les terres irlandeses no fou del tot efectiva.
L'esposa de Lionel va morir a Dublín el 1363, deixant-li una única filla: Felipa. Mentre Lionel es trobava a Itàlia celebrant el seu casament amb la filla de Galeazzo Visconti, el senyor de Pàvia, va morir sobtadament.
La seva única filla, Felipa Plantagenet, es va casar el 1368 amb el comte de March Edmund Mortimer. Els seus descendents un dia s'unirien a la Casa de York i reclamarien el tron.